# Brandico
Brandico is een gemeente in de Italiaanse provincie Brescia (regio Lombardije) en telt 1300 inwoners (31-12-2004). De oppervlakte bedraagt 8,4 km², de bevolkingsdichtheid is 130 inwoners per km².

## Demografie
Brandico telt ongeveer 498 huishoudens. Het aantal inwoners steeg in de periode 1991-2001 met 23,0% volgens cijfers uit de tienjaarlijkse volkstellingen van ISTAT.
| Jaar | Inwoneraantal |
| ---- | ------------- |
| 1991 | 846           |
| 2001 | 1041          |

## Geografie
De gemeente ligt op ongeveer 99 m boven zeeniveau.
Brandico grenst aan de volgende gemeenten: Corzano, Longhena, Maclodio, Mairano, Trenzano.